# HMS Churchill (S46)
El HMS Churchill (S46) de la Marina Real Británica fue un submarino nuclear de la clase Churchill en servicio de 1970 a 1991.

## Construcción
Churchill, el cuarto submarino de la flota de propulsión nuclear de la Marina Real Británica (Royal Navy), se encargó el 21 de octubre de 1965 y se colocó en el astillero Barrow-in-Furness de Vickers Shipbuilding and Engineering Limited (VSEL) el 30 de junio de 1967. El submarino fue botado por Mary Soames, la hija menor de Winston Churchill, el 20 de diciembre de 1968 y dado de alta para el servicio el 15 de julio de 1970.

## Propulsión
El Churchill fue elegido para probar la primera propulsión a chorro de bomba submarina de tamaño completo. Las pruebas de una unidad de alta velocidad fueron seguidas por otras pruebas con una unidad de baja velocidad, y fueron lo suficientemente exitosas como para instalar la misma propulsión en el resto de la clase. Las clases de submarinos británicos posteriores también incluyeron el chorro de bomba, aunque los primeros barcos de su clase, Swiftsure y Trafalgar, fueron equipados con hélices en la construcción.